# Баяновск
Баяновск (каз. Баяновск) — село в Алтайском районе Восточно-Казахстанской области Казахстана. Входит в состав Парыгинского сельского округа. Находится примерно в 11 км к северо-западу от районного центра, города Алтай. Код КАТО — 634845200.

## Население
| 1999 | 2009 | Мужчины 2009 | Женщины 2009 |  |
| ---- | ---- | ------------ | ------------ |  |
| 297  | ▼222 | 119          | 103          |  |